# 伬艺
伬艺，又称伬唱、平讲伬。是福建省五大傳統地方曲種之一，源於唐宋時代的百戲。是福州民間賣唱藝人收集散曲、小令、山歌、傳唱戲文唱段和民間故事，以應酬堂會。“伬”在閩語福州話里，引申为以演奏加唱曲賣藝的俗稱。伬艺作為福建省曲藝的主要曲種，觀眾對它的喜好，以及其影響力均有史可證。其表演形式通常為一至二人自操二胡或者三弦的說唱表演，以唱為主，間有說表，另外有人以三弦、月琴、低胡等樂器的伴奏。伬艺對福建的閩劇成型、發展也有著一定的歷史淵源關係。

## 發展歷史
福州伬艺，约形成于大明的嘉靖年间。是由民间卖唱艺人在民歌小调的基础上参照民间社火活动创造发展而来。大清後期出现了不少以表演艺为主的民间班社，称为“社”，著名的有达云霄、驾云天、雅乐天、同乐轩等。太平天国时期，浙江、安徽、江西的流民大量逃亡福建，随来的艺人集聚在福州的经院巷和较场沿一带，以江淮小调、莲花落及弋阳腔沿街卖唱，对当地的艺产生较大影响。抗日战争后，艺表演渐趋衰落。中华人民共和国成立之初，有关部门对福州艺进行扶持，成立了福州市艺工作者联谊会，建立了5处专门表演艺的场所，并组织艺人成立演出队和演唱小组进行演出。1960年又成立了以表演艺为主的福州市曲艺团，使这门传统曲藝得以兴复。